# 下手渡藩
下手渡藩（しもてどはん）は、政争に敗れた三池藩立花家が、文化3年（1806年）、陸奥国伊達郡下手渡（福島県伊達市月舘町下手渡）に左遷されたことにより、1万石にて立藩した。藩庁は下手渡陣屋に置かれた。初代藩主種善は三九か条の御条目により、統治の基礎を定めた。

## 概要
第2代藩主・種温は幕府の会計奉行となり、のち老中格まで累進している。
嘉永3年（1850年）には約半分の知行地を旧領である三池郡内と領地替えを行った。
慶応4年（1868年）、第3代藩主・種恭は外国奉行に推され、慶応4年（1866年）1月10日に老中格の会計総裁となったが、すでに戊辰戦争が始まっており、鳥羽・伏見の戦いにおいて敗北を喫した直後であった。同24日、種恭はその職を辞す。同年3月2日には三池陣屋の藩士の主張を入れて官軍側につくことにし、3月13日に一旦下手渡に戻った後に江戸経由で新政府へと出向いたが、国許では家老屋山外記が下手渡藩を代表して奥羽越列藩同盟に調印するなど正反対の行動をとり、後に官軍側についたことが判明して奥羽越列藩同盟盟主の仙台藩から怒りを買った。同年5月15日、新政府は若年寄・老中格在任中の責任を問題視しながらも、江戸において佐幕派の旗本の説得に当たっていたことなどが評価されて宥免された。同年8月14日、200名の仙台藩兵が領内に進入。同16日には陣屋を焼き討ちされ、領内は仙台兵と下手渡藩兵および来援の柳河藩兵との戦場となった。以上の経緯で藩庁を焼失したため、同年9月に三池に移り、下手渡藩は廃藩となった。一方では下手渡の旧領は分領地として三池藩に残された。現在下手渡の地には旧藩士により建てられた「懐古の碑」が建てられている。

## 歴代下手渡藩主
立花家
外様 1万石 （1806年 - 1868年）
| 代 | 氏名                       | 官位            | 在職期間                           | 享年 | 備考                                             |
| -- | -------------------------- | --------------- | ---------------------------------- | ---- | ------------------------------------------------ |
| 1  | 立花種善 たちばな たねよし | 従五位下 豊前守 | 文化3年 - 天保3年 1806年 - 1832年  | 39   | 三池藩より移封。                                 |
| 2  | 立花種温 たちばな たねはる | 従五位下 主膳正 | 天保3年 - 嘉永2年 1832年 - 1849年  | 37   |                                                  |
| 3  | 立花種恭 たちばな たねゆき | 従二位 出雲守   | 嘉永2年 - 明治元年 1849年 - 1868年 | 70   | 前藩主種温の従弟。明治元年（1868年）に三池藩へ。 |